# Léon Bouffard
Léon Bouffard (Ginevra, 24 giugno 1893 – Ginevra, 23 luglio 1981) è stato un altista e dirigente sportivo svizzero, membro del FIBA Hall of Fame dal 2007 in qualità di contributore.
Campione di Svizzera di salto in alto nel 1914, fu il fondatore e presidente della Federazione cestistica della Svizzera nel 1929. In rappresentanza della propria Federazione, fu tra coloro che diedero vita alla FIBA il 18 giugno 1932 a Ginevra; ne divenne il primo presidente, rimanendo in carica sino al 1948, quando fu nominato presidente onorario.